# 二界岭乡
二界岭乡是中华人民共和国浙江省湖州市長興縣一个已撤销的乡，2012年5月29日，浙江省人民政府批复同意撤销二界岭乡，将其所辖行政区域划归泗安镇。